# Preolímpico Femenino de Concacaf de 2004
El Preolímpico de la CONCACAF (Confederation of North, Central America and Caribbean Association Football) de  2004 fue la Primera Edición y se disputó en Costa Rica del 25 de febrero al 5 de marzo. Fue un torneo clasificatorio que envió a dos selecciones finalistas al Torneo Olímpico de fútbol que se celebró en  2004 en Atenas, Grecia.
Clasificaron automáticamente el anfitrión Canadá, Estados Unidos y Costa Rica. A ellos se sumaron tres equipos del Caribe, México y uno de Centroamérica.

## Eliminatorias
Seis equipos de la Unión Caribeña de Fútbol se disputaron tres lugares en eliminación directa; cinco equipos centroamericanos y México se disputaron dos lugares en competencia de grupos.

### CFU
| Fecha                  | Lugar   |                      |  | Resultado |       |                      |
| ---------------------- | ------- | -------------------- |  | --------- | ----- | -------------------- |
| 31 de octubre de 2003  |         | República Dominicana |  | 0:7       |       | Haití                |
| 2 de noviembre de 2003 |         | Haití                |  | 3:2       |       | República Dominicana |
|                        | Global: | Haití                |  | 10:2      | borer | República Dominicana |

| Fecha                   | Lugar   |                   |  | Resultado |       |                   |
| ----------------------- | ------- | ----------------- |  | --------- | ----- | ----------------- |
| 9 de noviembre de 2003  |         | Surinam           |  | 0:2       |       | Trinidad y Tobago |
| 12 de noviembre de 2003 |         | Trinidad y Tobago |  | 4:2       |       | Surinam           |
|                         | Global: | Trinidad y Tobago |  | 6:2       | borer | Surinam           |

| Fecha                  | Lugar   |              |       | Resultado |       |              |
| ---------------------- | ------- | ------------ | ----- | --------- | ----- | ------------ |
| 5 de diciembre de 2003 |         | Jamaica      |       | 3:0       |       | Islas Caimán |
| 7 de diciembre de 2003 |         | Islas Caimán |       | 0:1       |       | Jamaica      |
|                        | Global: | Jamaica      | borer | 4:0       | borer | Islas Caimán |

### Centroamérica

#### Grupo A
| Equipo    | Pts | PJ | PG | PE | PP | GF | GC | Dif |
| --------- | --- | -- | -- | -- | -- | -- | -- | --- |
| México    | 6   | 2  | 2  | 0  | 0  | 14 | 0  | 14  |
| Honduras  | 3   | 2  | 1  | 0  | 1  | 1  | 6  | -6  |
| Nicaragua | 0   | 2  | 0  | 0  | 2  | 0  | 9  | -9  |

#### Grupo B
| Equipo    | Pts | PJ | PG | PE | PP | GF | GC | Dif |
| --------- | --- | -- | -- | -- | -- | -- | -- | --- |
| Guatemala | 4   | 2  | 1  | 1  | 0  | 19 | 1  | 18  |
| Panamá    | 4   | 2  | 1  | 1  | 0  | 16 | 3  | 13  |
| Belice    | 0   | 2  | 0  | 0  | 2  | 2  | 33 | -31 |

## Torneo final
En la última ronda de la CONCACAF compitieron los ocho equipos clasificados anteriormente (los primeros dos lugares de cada cuadrangular jugaron las semifinales). Los dos finalistas que se clasificaron para los Juegos Olímpicos fueron:
1. Estados Unidos
2. México

El tercer y cuarto puesto fueron logrados por Canadá y Costa Rica, respectivamente.